# Caitlin Bilodeaux
Caitlin Kelly Bilodeaux-Banos (Boston, 17 marzo 1965) è una schermitrice statunitense.

## Biografia
È sposata con lo schermidore Jean-Marie Banos.
Ha partecipato ai Giochi della XXIV Olimpiade di Seul nel 1988 ed ai Giochi della XXV Olimpiade di Barcellona nel 1992.

## Palmarès
In carriera ha conseguito i seguenti risultati:
- Giochi Panamericani:

Indianapolis 1987: oro nel fioretto individuale ed a squadre.
L'Avana 1991: oro nel fioretto a squadre e bronzo individuale.